# 서울은천초등학교
서울은천초등학교(서울殷川初等學校)는 대한민국 서울특별시 관악구 봉천동에 있는 공립 초등학교이다.

## 학교 연혁
- 1930년 4월 25일 봉명학원으로 인가
- 1957년 10월 28일 은천국민학교 승격 인가
- 1958년 4월 1일 시흥군 은천국민학교(6학급) 개교, 초대 교장 최명식 취임
- 1970년 5월 20일 신림국민학교 41학급 분리
- 1974년 9월 2일 당곡국민학교 16학급 분리
- 1994년 9월 1일 병설유치원 개원
- 1995년 1월 30일 아동급식실 준공
- 1996년 3월 1일 서울은천초등학교로 교명 개칭
- 2010년 7월 20일 BTL 1차 완공(체육관, 식당, 과학실, 5,6학년 교실)
- 2011년 7월 20일 BTL 2차 완공
- 2012년 3월 27일 BTL 3차 완공
- 2013년 6월 5일 개축식
- 2016년 5월 30일 옥상 벼농사 체험장, 생태학습장 및 야생화단지 조성
- 2016년 8월 16일 수업분석실 설치

## 참고 자료
- 서울은천초등학교 - 한국교육학술정보원 학교알리미